# Бахура
Бахура — река в России, на острове Сахалин. Длина реки — 17 км. Площадь водосборного бассейна — 55 км².
Начинается к северу от горы Сокольская Сусунайского хребта. Течёт в общем восточном направлении по долине, поросшей пихтово-берёзовым лесом. Впадает в Охотское море. Протекает по Долинскому городскому округу Сахалинской области.
Основные притоки — реки Шуя и Зунга, обе впадают слева.

## Данные водного реестра
По данным государственного водного реестра России относится к Амурскому бассейновому округу.
Код объекта в государственном водном реестре — 20050000212118300005772.